# Савельев-Ростиславич, Николай Васильевич
Николай Васильевич Савельев-Ростиславич (настоящая фамилия Савельев; 14 (26) мая 1815, Москва — 14 (26) октября 1854, Дьяковка, Курская губерния) — русский публицист, автор ряда работ преимущественно по истории и этнографии славян.

## Биография
Родился в 1815 г. в дворянской семье; прослеживаемые по источникам его предки служили в московских судебных учреждениях (дворянство, по-видимому, первым получил его прадед, канцелярист Сената). С молодых лет Н. В. Савельев приукрашивал своё имя и происхождение: так, в 1837 году он в Энциклопедическом лексиконе Плюшара в перечне сотрудников указывал явно фантастический титул «Александр Непомук Николай Мария Буривой Венцеслав Светомир князь Ростиславич». С 1845 г. Савельев использовал как литературное имя «Савельев-Ростиславич». В 1847 г. Н. В. Елагин, ссылаясь на якобы имевшиеся у Савельева хронограф и жалованные грамоты, опубликовал обширный рассказ («Северная Пчела», № 133—136), согласно которому Савельев являлся по отцу и по матери родственником московского патриарха Иоакима (Савёлова), а по линии матери одновременно происходил от якобы жившего в конце XVII века Ростислава Страшимировича (Стратимировича), родственника болгарских царей и организатора Второго Тырновского восстания против турок в 1686 году, затем бежавшего в Москву и женившегося на племяннице патриарха. Никаких других источников о роде Савельевых-Ростиславичей, его родстве с патриархом Иоакимом и болгарскими царями, а также о существовании Ростислава Страшимировича и реальности Второго Тырновского восстания неизвестно. Начиная с работ болгарского слависта Ивана Шишманова имеется точка зрения, согласно которой весь этот историко-генеалогический сюжет является вымыслом Савельева.
Сведения о жизни Савельева-Ростиславича очень скудны. Выпускник Московского университета по факультету нравственно-политических наук, он посещал лекции профессоров как своего, так и словесного факультета и ещё на студенческой скамье накопил значительный запас знаний в области исторических наук. Главное внимание его привлекали, по его собственным словам, лекции профессоров: Терновского (по богословию), Ф. Л. Морошкина (по римскому праву), М. П. Погодина (по всеобщей истории) и М. Т. Каченовского (по русской истории и статистике), а также С. П. Шевырёв и М. Г. Павлова.
По окончании университета Савельев-Ростиславич с не меньшей ревностью продолжал занятия в выбранной им научной области и вскоре выступил на литературное поприще. Преподавал в Пажеском и Кадетском корпусах Петербурга, сотрудничал в Энциклопедическом лексиконе Плюшара и Военном энциклопедическом словаре. В 1848 году он удалился от литературной деятельности из-за болезни (три года он провел в клинике Дерптского университета). Полузабытый ещё при жизни, он умер 14 октября 1854 г. в дер. Дьяковке, Льговского уезда, Курской губернии от туберкулёза.
От брака с Любовью Авенировной Ильинской Савельев имел дочь Веру и сына Рафаила (1851—1903), ставшего геодезистом и метеорологом. Его внук Андрей Рафаилович (1893—1956) был юристом, офицером-артиллеристом и руководителем хора; участник Белого движения, он жил в Болгарии и умер в Буэнос-Айресе.

## Творчество
Николай Васильевич Савельев-Ростиславич был близок к славянофилам и одним из сторонников антинорманизма. Он напечатал (в 1837 г.) сначала подробный разбор курсов русской истории М. П. Погодина и Н. Г. Устрялова, а затем исследование под заглавием: «Димитрий Иоаннович Донской, первоначальник русской славы». Расцвет литературной деятельности Савельева-Ростиславича совпадает с серединой сороковых годов; Савельев-Ростиславич является одним из наиболее видных представителей того литературно-общественного направления, выразителем и объединительным центром которого был «Маяк» — журнал с тенденцией консервативного характера, не вполне, впрочем, ясно и последовательно выраженной.
Научно-литературная деятельность Савельев-Ростиславича прошла почти бесследно, несмотря на то, что результаты её определяются почтенной цифрой исследований, свидетельствующих о выдающейся начитанности автора их в исторической литературе и незаурядном знакомстве с первоисточниками. Дело в том, что у Савельев-Ростиславич не было определённой, строго выдержанной системы научно-исторического метода, и этот недостаток лишает его труды научной ценности. Савельев-Ростиславич обыкновенно причисляют к школе Венелина; главнейшие его сочинения посвящены научному обоснованию мысли о самобытности славян в Европе, причём он был одним из самых резких противников норманнской теории происхождения Руси, считал чистым вымыслом так называемое переселение народов и доказывал, что русские ещё с V в. составляли обширное государство, занимавшее чуть не половину Европы. Конечно, для защиты таких рискованных гипотез Савельев-Ростиславич нередко должен был пренебрегать общепринятым методом при пользовании первоисточниками, и в этом кроется главная причина, почему его исследования не оказали никакого влияния на развитие исторической науки, а в своё время служили даже мишенью для небезосновательных насмешек. Пользуясь своей громадной начитанностью в первоисточниках и исторической литературе, Савельев-Ростиславич иногда удачно поражал слабые стороны своих противников, но в то же время в увлечении полемикой он незаметно и сам делал грубые хронологические ошибки, прибегал к лингвистическим натяжкам и т. д. Несмотря на его горячую пропаганду мысли о высокой роли славянского племени, Савельева-Ростиславича нельзя назвать славянофилом, так как он не разделял одного из основных положений славянофильской догмы, а именно отрицательного взгляда на Петра I и его реформы.
Его труды: «Славянский сборник» (1845), «Дмитрий Иоаннович Донской, первоначальник русской славы» (1837), «Древний и нынешний Переяславль-3алесский в историческом и статистическом отношениях» (СПб., 1848) и несколько статей в «Сыне Отечества», «Журнале Министерства народного просвещения» и др. Он оставил два сочинения в рукописях (из них одно — по генеалогии дома Романовых).